# جوزيبي أريغي

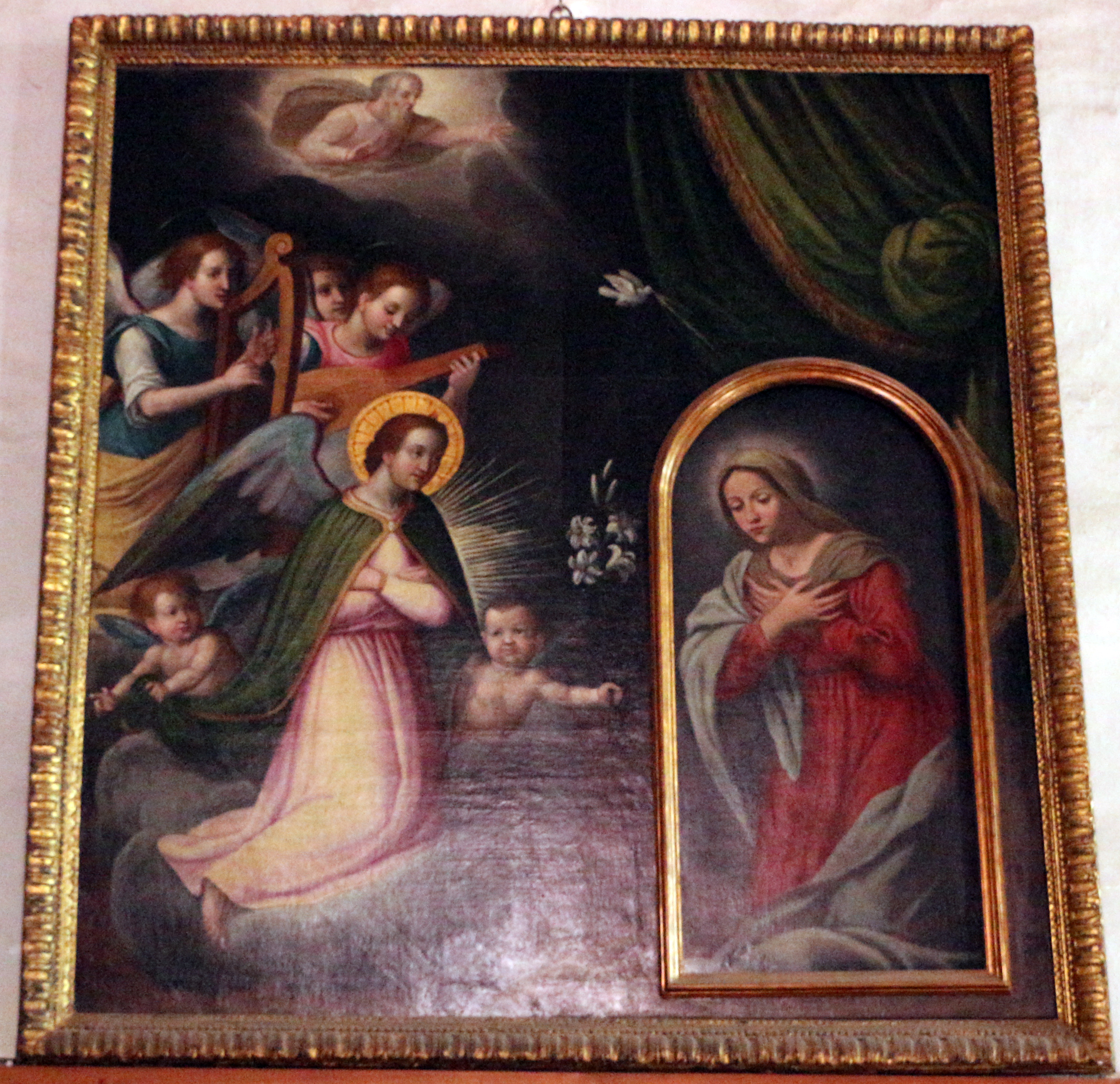
الإعلان عن الملاك - لوحة رسمها كوزيمو دادي، ومريم العذراء بريشة جوزيبي أريغي

جوزيبي أريغي (1642 في فولتيرا – 1706 في فولتيرا) رسام إيطالي من عصر الباروك. 
تدرب على يد الرسام الإيطالي بالداساري فرانشيشكيني Baldassare Franceschini. معظم أعماله لوحات دينية في الكنائس المحلية، مثل كنيسة سانت أندريا وسان بيترو وسان فرانشيسكو وسان جوستو وسان ميشيل.
وحين مات دفن في كنيسة أوسبيدال. 
من أعماله لوحة مذبح للقديسين أنطونيو دا بادوفا ودومينيك وتوماس أكويناس وفرانسيس الأسيزي من أجل بيف سانتا ماريا في تشياني.  كما رسم القديس أنتوني بادوفا لكاتدرائية فولتيرا. 